# Bigu (taoismo)

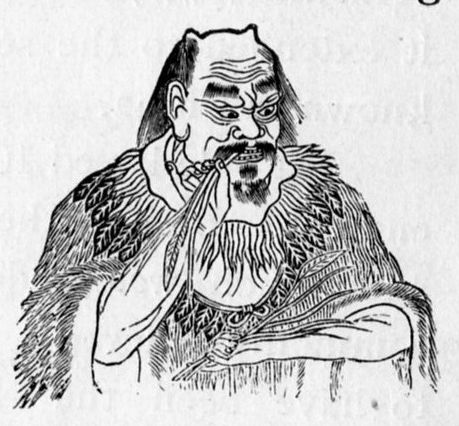
Il dio cinese Shennong assaggia le piante per scoprirne le qualità.

Il Bigu (zh. 辟穀T, 辟谷S, Bì GǔP, Pi-KuW, lett. "Astenersi dai cereali") è una pratica di digiuno taoista associata al raggiungimento dello stato di xian (zh. 仙人T, XiānP, 'HsienW, lett. "Immortalità/Trascendenza"). L'astinenza dai cereali ritorna in molteplici credenze culturali cinesi: es. il bigu era la cura medica comune per espellere i 三尸S, SanshiP, lett. "Tre cadaveri", gli spiriti maligni mangiatori di grano che vivono nel corpo umano (insieme alle anime Hun e Pon) e ne denunciano i peccati al Cielo per conto del quale eseguono poi le relative punizioni con malattie e/o morte prematura.
La pratica del bigu è stata interpretata in differenti modalità: sia l'astensione da particolari vivande (le Poaceae in senso stretto, la totalità dei cereali, i c.d. "五穀T, 五谷S, Wǔ GǔP, lett. "Cinque Grani"" della tradizione cinese, gli alimenti di base, ecc.), quindi una vera e propria dietetica; sia l'inedia finalizzata ad un sostentamento tramite respirianesimo.
Nel contesto storico-culturale nel quale sviluppò il concetto di bigu, c'era una grande importanza simbolica connessa ai Cinque Grani e alla loro importanza nel sostenere la vita umana, testimoniata da vari miti e leggende dell'antica Cina e da episodi occorsi nella storia del Celeste Impero. Questa pratica dunque usciva dal mero campo applicativo della dietetica, definendosi piuttosto quale aspetto di chiara rottura tra i taoismo e le correnti filosofico-dottrinali sue rivali/contemporanee, il confucianesimo ed il moismo.

## Etimologia
L'etimo di lingua cinese bigu è composta dai sinogrammi 辟T, BiP, lett. "Sovrano; monarca; evitare; eludere; allontanare" e 穀T, 谷S, GuP, lett. "Cereale; grano; (穀子) miglio". Il significato di bi in bigu è una variante del carattere cinese 避T, BiP, lett. "Evitare; eludere; allontanare" (v.si 辟邪 o 避邪T, BixieP, lett. "Allontanare gli spiriti maligni; talismano; amuleto"). La pronuncia alternativa 辟T, PiP, lett. "Aprire; sviluppare; confutare; eliminare" è un carattere variante di 闢T. Il complesso carattere cinese tradizionale a 14 tratti gu (穀) ha un carattere cinese semplificato a 7 tratti (谷) che vale anche per "Valle; gola". Sebbene alcuni dizionari cinesi glossino la pronuncia di bigu come pigu, il Dizionario Comprensivo Cinese Mondiale del 1997 riporta bigu.
Le traduzioni lessicografiche inglesi di bigu vengono confrontate nella tabella seguente.
| Dizionario cinese-inglese | Definizione di 辟穀T, 辟谷S, bì gǔP                                                                                |
| ------------------------- | --- |
| Giles                     | "rinunciare a mangiare i cinque grani, in vista dell'immortalità. Inoltre, rifiutare il cibo, -- e morire di fame" |
| Mathews                   | "astenersi dai cereali per raggiungere l'immortalità; morire di fame"                                              |
| Liang e Chang             | "evitare di mangiare cereali per ottenere l'immortalità"                                                           |
| Lin                       | "Basta anche al cibo vegetariano, perché i taoisti diventano immortali"                                            |
| DeFrancis                 | "evitare di mangiare cereali per ottenere l'immortalità"                                                           |
| Kleeman e Yu              | "rifiutarsi di mangiare il grano"                                                                                  |

Catherine Despeux elenca i seguenti sinonimi di bigu "astensione dai cereali": 斷穀T, duanguP, lett. "Fermare i cereali" (con 斷T, duanP, lett. "Tagliare; dividere; rompere; rinunciare"), 絕穀T, jueguP, lett. "Interruzione dei cereali" (con 絕T, jueP, lett. "Tagliare; tagliare; rifiutare; respingere"), 卻穀T, queguP, lett. "Astenersi dai cereali" (con 卻T, queP, lett. "Ritirata; declino; rifiutare"), e 修糧T, xiuliangP, lett. "Fermare i cereali" (composto da 修T, xiuP, lett. "Riparare; tagliare; potare; coltivare" e 糧T, liangP, lett. "Grano; cibo").
Juegu, a differenza degli altri sinonimi/varianti, aveva significato proprio altro rispetto alla dietetica taoista: es. nel 淮南子S, HuainanziP, lett. "[Scritti dei] Maestri di Huainan" di Liu An, datato al 139 a.C. circa, juegu figura nel detto tradizionale «Ora, rifiutare lo studio perché coloro che studiano hanno dei difetti è come prendere un esempio di soffocamento per rifiutare il grano e non mangiare o prendere un problema con inciampando per smettere di camminare e non andare da alcuna parte.» Circa un secolo dopo, lo 說苑T, ShuoyuanP, lett. "Giardino delle storie" di Liu Xiang (79–8 a.C.) riformula questa similitudine sul soffocamento e l'astensione dai cereali.

## Premessa

### L'agricoltura nel folclore e nella mitologia cinese

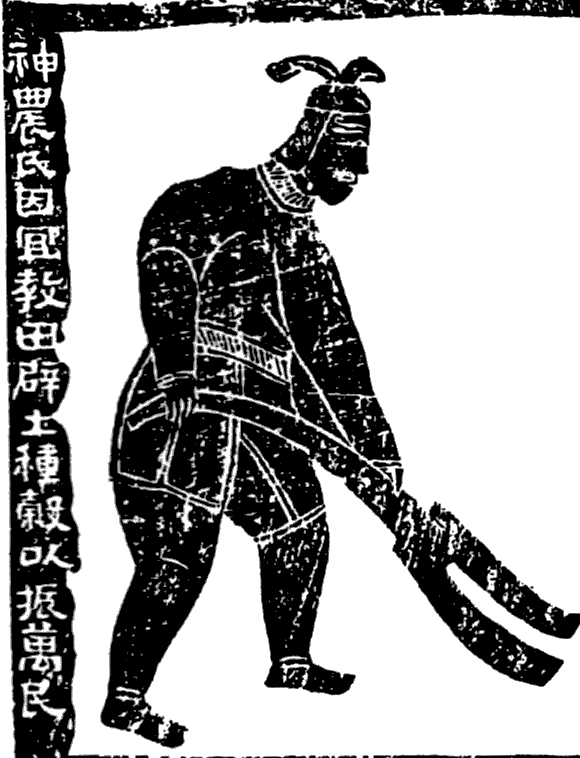
Il dio Shennong ara i campi - murale della dinastia Han.

Folclore e mitologia cinesi associano diverse divinità all'agricoltura e ai grani/cereali:
- Suiren (zh. 燧人T, 燧人S, suì rénP, lett. "Uomo selce" o "Uomo del fuoco", composto con 燧T, 燧S, suìP, lett. "Selce; trapano ad arco; specchio ustorio"), sorta di Prometeo cinese, uno dei Tre Augusti nell'antica Cina primitiva, un saggio con tre occhi che scoprì come accendere il fuoco e inventò la cucina.
- Shennong (zh. 神農T, 神农S, ShénnóngP, lett. "Contadino Divino; Dio dell'Agricoltura"), chiamato anche 赤帝S, ChìdìP, lett. "Dio/Tearca/Imperatore Rosso" (da cui l'associazione astrologica con il pianeta Marte), 炎帝S, YándìP, lett. "Dio della Fiamma" o 五穀先帝T, 五谷先帝S, WǔgǔxiāndìP, lett. "Dio dei Cinque Grani", un mitico dio-antenato vissuto secondo la leggenda intorno a 5.000 anni fa, forse dal 2738 a.C. al 2698 a.C.; fu lui, secondo la tradizione, a introdurre in Cina le tecniche dell'agricoltura e la fitoterapia ed è specificamente accreditato quale tedoforo della coltura e del consumo dei Cinque Grani (la cui lista in realtà variava di fonte in fonte ma ha sempre compreso anche la soia).[10] Lo Huainanzi descrive Shennong che trasforma la società umana da cacciatori-raccoglitori ad agricoltori:

(Huainanzi, cap. XIX)
- Houji (zh. 后稷S, HòujìP, lett. "Signore miglio"), dio dell'agricoltura e antenato della proto-storica dinastia Zhou (XII-III secolo a.C.). Le "Odi della dinastia Zhou" nello Shijing (zh. 詩經T, 诗经S, ShījīngP, Shih1-ching1W, lett. "Libro delle Odi"), la più antica raccolta di testi poetici cinesi di cui si sia a conoscenza nonché uno dei Cinque Classici del canone confuciano, elogia appunto Houji per aver inventato sia l'agricoltura sia i correlati sacrifici.[12]
- Houtu (zh. 后土S, HòutǔP, lett. "Regina della terra"), dèa del suolo e presumibile progenitrice del gigante Kua Fu, adorato presso gli altari Shejitan (zh. 社稷坛S, ShèjìtánP, lett. "Altare della Terra e del Grano").[13]

Mentre la mitologia cinese tradizionale descriveva la cucina e l'agricoltura come elementi chiave della civiltà, il taoismo creò una contro-narrazione per giustificare l'astensione dalle granaglie. L'opera confuciana Xunzi e il testo legista Hanfeizi descrivono Suiren come un eroe popolare:
(Hanfeizi, cap. 49)
Mentre le "Riparazione della natura" del taoista Zhuāngzǐ (369–286 a.C.) menziona Suiren in un elenco di mitici governanti saggi tradizionalmente accreditati con il progresso della civiltà, tutti però descritti come malvagi e implicati nella distruzione dell'armonia primordiale del Tao: oltre a Shennong, l'elenco comprende Fu Xi, l'Imperatore Giallo, Shang Tang e Yu il Grande. Il sinologo Campany lo definisce «il declino del potere e il sempre più marcato allontanamento dal Tao naturale verso sistemi di costrizione sociale e ciò che passa per cultura.»
(Zhuangzi)

### La cerealicoltura nella storia della Cina Antica
Il simbolo tradizionale cinese della civiltà e dello stato era appunto 穀T, 谷S, GuP, lett. "Cereale; grano; (穀子) miglio", qui inteso come sineddoche per "prodotti agricoli", da cui l'importanza dei c.d. "五穀T, 五谷S, Wǔ GǔP, lett. "Cinque Grani"" nella tradizione culturale cinese.
Il Libro dei riti (禮記T, 礼记S, LǐjìP), un altro dei Cinque Classici confuciani datato alla dinastia Zhou, nel capitolo WangzhiP, lett. "Regolamenti reali", utilizza la cottura del cibo e il consumo di cereali come termine di paragone per marcare la divergenza culturale tra il "Regno di Mezzo", cioè la Cina, e i c.d. "Quattro [Regni] Barbari": Yi a oriente, Man a meridione, Rong a occidente e Di a settentrione:
(Libro dei riti, "Regolamenti reali")
Kwang-chih Chang interpreta questo passaggio del Libro dei riti come: «Si poteva mangiare grano ma anche carne cruda o si poteva mangiare la carne cotta ma non mangiare grano. Nessuno delle due pratiche era completamente cinese. Un cinese, per definizione, mangiava grano e cucinava la carne», ciò anche in ragione del legame semantico, prim'ancora che culturale, tra la cerealicoltura e l'uso del fuoco per cucinare nuovamente rappresentato da Shennong-Yandi, ad un tempo dio dell'agricoltura e dio della fiamma.
Al tempo delle prime dinastie della Cina Imperiale, la dinastia Qin (221–206 a.C.) e la dinastia Han (206 a.C.–220 d.C.), quando il taoismo iniziò ad emergere quale movimento cultural-religioso distinto dal confucianesimo, le tecniche agricole cinesi furono rivoluzionate. Applicando le conoscenze idrauliche efficacemente impiegate dai Qin prima nella realizzazione del Canale di Zhengguo (circa 268 a.C.) e poi nel mirabile Sistema di irrigazione del Dujiangyan che, intorno al 250 a.C. aveva fatto del Sichuan, prima una provincia flagellata periodicamente dalle esondazioni del Min (principale tributario del Fiume Azzurro), la regione più produttiva della Cina, i terreni coltivabili del neonato impero furono convertiti in risaie capaci di garantire due o più raccolti all'anno, aumentando significativamente la produzione cerealicola e, in conseguenza, favorendo la deforestazione.
L'accresciuta importanza dell'agricoltura nella Cina "pacificata" dagli Imperatori è ben dimostrata dal fatto che il 農T, NongP, lett. "Contadino; Agricoltore" figura quale seconda, per importanza, tra le Quattro occupazioni (zh. 士農工商T, 士农工商S, Shì nóng gōng shāngP) nel tradizionale sistema feudale cinese, il Fengjian. Ciò non fece però della Cina rurale un paradiso in terra poiché, come osservato dal sinologo Kristofer Schipper (1934–2021):
(Schipper 1993, p. 168.)
I sopracitati altari Shejitan (zh. 社稷坛S, ShèjìtánP, lett. "Altare della Terra e del Grano") erano il centro rituale dello stato cinese. In origine, 社T, LeiP era il "Dio della terra" e 稷T, JiP il "Dio del raccolto" (v.si Houji sopra), e il composto sheji "dèi del suolo e del grano" assunse significato metaforico di "Stato; Nazione". Così il sopracitato Shijing riporta che per stabilire una nuova dinastia era atto fondante eliminare gli sheji della dinastia precedente ed erigerne di nuovi, onde appropriarsi del suolo-nazione e dei suoi prodotti.
Le offerte di grano, liquore a base di cereali e carne erano infine necessarie non solo per i sacrifici sheji ma anche per i sacrifici richiesti dal culto degli antenati (zh. 拜祖 bàizǔ, o 敬祖 jìngzǔ), la cui alimentazione era un obbligo morale fortissimo nella società cinese.
Campany così riassume l'importanza culturale del «sacrificio dei grani» per nutrire sia gli spiriti naturali sia quelli ancestrali:
(Campany 2005, p. 24.)
Il carattere cinese per 精T, jingP, lett. "Spirito; essenza della vita; energia" si scrive, non a caso, con il radicale del riso, 米T.
Al periodico verificarsi di catastrofi naturali o umane (guerre dinastiche, invasioni, epidemie, ecc.), quest'equilibrio si rompeva ed i contadini si rifugiavano nelle regioni più impervie, non coltivate né coltivabili come le montagne, ed ivi sopravvivere con cibi selvatici diversi dai cereali, mentre il suolo-nazione era conteso tra le forze intente ad avvicendarsi ai vertici della società.

## Ilbigunelle fonti cinesi antiche

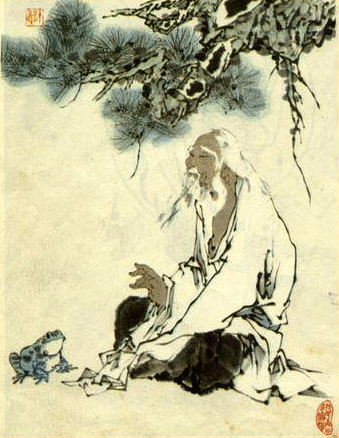
Zhuāngzǐ (369–286 a.C.), filosofo e mistico cinese, successivamente accreditato tra i fondatori del taoismo.

I primi riferimenti documentali all'astensione dai grani/cereali nei testi classici cinesi collocano i primordi del fenomeno nel periodo degli Stati Combattenti (475–221 a.C.) dal quale emersero la prima dinastia imperiale della Cina, i Qin (221 a.C.–206 a.C.), il cui effimero regno fu rilevato ed implementato dagli Han (206 a.C.–220 a.C.).
Già il sopracitato Zhuāngzǐ aveva infatti parlato, nei suoi scritti, di uno 神人T, Shen RenP, lett. "Persona divina" che non mangiava i cereali bensì li aiutava misteriosamente a crescere:
(Zhuangzi, cap. 1)
In questo passaggio si traccia il solco delle principali pratiche taoiste che sarebbero divenuti correnti durante il periodo delle Sei Dinastie (220–589), successivo alla caduta degli Han, quando cioè il taoismo iniziò ad originare delle comunità laiche o scuole che ne resero (e ne rendono) più semplice lo studio: (i) l'astensione dai cereali; (ii) gli esercizi respiratori; (iii) la concentrazione e meditazione; e (iv) la proiezione astrale estatica rappresentata dal citato «viaggio oltre i Quattro Mari» da intendersi come "viaggio oltre i confini del mondo".
Il 卻穀食氣T, Quegu shiqiP, lett. "Eliminare il grano e mangiare il Qi", un manoscritto del 168 a.C. scoperto nel 1973 tra i c.d. "Testi sulla seta di Mawangdui" (zh. 馬王堆帛書T, 马王堆帛书S, Mǎwángduī BóshūP), in pieno periodo Han, è la più antica dieta documentata per l'astensione da cereali. Quest'antico manuale medico cinese delinea un metodo per sostituire i cereali con la circolazione del qi ed il consumo d'erbe medicinali, in particolare la felce 石韋T, shiweiP, lett. "Pyrrosia" come diuretico per trattare la ritenzione urinaria derivante dall'eliminazione dei cereali. Questo testo dicotomizza le scelte alimentari con il modello terra/quadrata-cielo/rotondo della cosmografia cinese e del Feng shui: «Coloro che mangiano grano mangiano ciò che è quadrato; coloro che mangiano qi mangiano ciò che è rotondo. Il rotondo è il cielo; il quadrato è la terra.»
Altro testo di epoca Han, il già menzionato Huainanzi, cap. 4 [Topografia] mette in correlazione la dieta e la durata della vita: «Coloro che si nutrono di carne sono coraggiosi e audaci ma crudeli. Coloro che si nutrono di qi [raggiungono] l'illuminazione spirituale e sono longevi. Coloro che si nutrono di grano sono informati e intelligenti ma di breve durata/vita. Coloro che non si nutrono di alcunché non muoiono e sono spiriti.»
Le celebri 史記T, ShǐjìP, lett. "Memorie storiche/di uno storico" di Sima Tan e Sima Qian (145–86 a.C.), datato al 94 a.C., menzionano il bigu in connessione con Zhang Liang (262–189 a.C.),  marchese di Liu, che servì come insegnante e stratega per l'imperatore Gao Zu (r. 202–195 a.C.). Zhang chiese ufficialmente «di mettere da parte gli affari di questo mondo e di unirsi al Maestro del Pino Rosso nella pratica immortale» riferendosi qui a 赤松子T, ChisongziP, lett. "Maestro Pino Rosso", un leggendario xian (zh. 仙人T, XiānP, 'HsienW, lett. "Immortalità/Trascendenza") che, come Guiguzi, si asteneva dal consumare cereali, e l'imperatore glielo concesse. Zhang Liang «si mise a praticare restrizioni dietetiche ed esercizi di respirazione e stretching per ottenere la levitazione» vale a dire il bigu, ildaoyin e il 輕身T, qingshenP, lett. "Alleggerire il corpo". Dopo la morte di Gao Zu, l'imperatrice Lü Zhi esortò Zhang a mangiare dicendogli «La vita dell'uomo in questo mondo è breve quanto il passaggio di un puledro bianco intravisto da una fessura nel muro. Perché dovresti punirti in questo modo?» e Zhang «non ebbe altra scelta che ascoltare il suo consiglio e ricominciare a mangiare. Otto anni dopo morì.» Sulla base di questo resoconto, confermato nel 論衡T, 论衡S, Lun HengP, lett. "Discorsi equilibrati" del filosofo e pensatore scettico Wang Chong, datato al 80 d.C., il sinologo Campany conclude che tra la fine del II e l'inizio del I secolo a.C. « l'idea che alcuni praticanti [del taoismo] si astenessero dai cereali mentre praticavano metodi per consumare, dirigere e coltivare il qi come nutrimento alternativo era onnipresente e banale.»

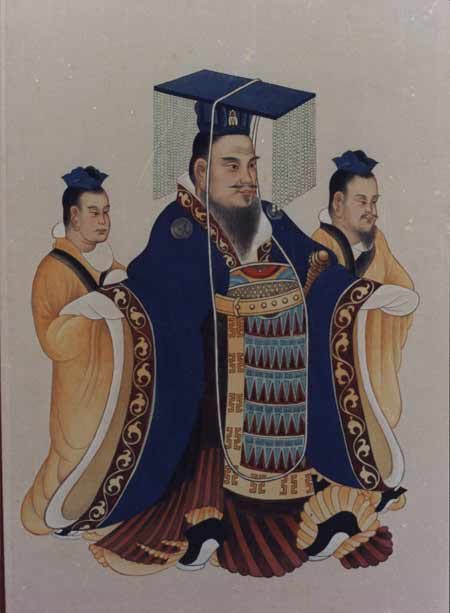
L'imperatore Han Wudi (r. 141–87 a.C.)
Ossessionato dal sogno dell'immortalità, l'imperatore Han Wudi radunò a corte così tanti fangshi che affermavano di potergli produrre l'elisir di lunga vita «che praticamente chiunque avesse una plausibile "tradizione segreta" si precipitò a corte per riscuotere la sua ricompensa.»

Il 漢書T, 汉书S, HànshūP, Ch'ien Han ShuW, lett. "Libro degli Han", cronaca ufficiale della dinastia e parte dei classici della storiografia imperiale cinese datato al 111 d.C., menziona la pratica del bigu parlando del fangshi (maestro dell'esoterismo) Li Shaojun, il primo alchimista cinese noto, che insegnò all'imperatore Han Wudi (r. 141–87 a.C.) un «metodo per adorare la fornace e astenersi dai cereali per prevenire vecchiaia.» Poiché i cereali venivano cotti sul fornello, nella logica crudo/cotto, l'astensione dai cereali era tradizionalmente legata al culto di 灶神T, ZaoshenP, lett. "Dio della stufa". In contrasto con il non mangiare i Cinque Grani per ottenere l'immortalità, il Libro degli Han registra anche che, nel 10 d.C., l'usurpatore Wang Mang pagò il fangshi Su Lo che affermava di conoscere i segreti xian della longevità affinché coltivasse per lui il «grano dell'immortalità.» Così:
(Libro degli Han)
Attivo in epoca Han fu però anche lo studioso confuciano Liu Xiang (79-8 a.C.) curatore di diversi testi classici tra i quali il Guanzi (26 a.C. circa) che elogia invece ripetutamente il consumo di grano al punto che, nel primo capitolo, NeiyeP, lett. "Allenamento Interiore", confronta e correla l'essenza (jing) dei grani/cereali e delle stelle:
(Guanzi)
Campany non conosce «testo che esalti i cereali più fortemente o insista sulla loro importanza più fortemente del Guanzi.» Secondo lo studioso, asserzioni quali «I Cinque Grani e il consumo di riso sono il direttore della durata di vita assegnata al popolo» (cioè Siming) e «in tutti i casi i Cinque Grani sono i controllori di tutte le cose» sono da intendersi come asserzione che il prezzo di mercato dei cereali influisce su tutti gli altri valori economici dell'Impero Celeste, rimarcando l'importanza della cerealicoltura per il mondo culturale cinese.
Per contro, continuarono a fiorire opere taoiste avverse al consumo dei cereali. L'agiografia degli xian taoisti di Liu Xiang, Liexian ZhuanP, lett. "Biografie raccolte di immortali", codificò la famosa leggenda della "donna pelosa", correlata appunto al bigu:
(Liexian Zhuan)
Secondo Campany «poche [altre] narrazioni riassumono più succintamente l'argomento secondo cui i cibi comuni o "grani" bloccano il percorso verso la trascendenza.» Un'altra agiografia taoista, lo Shenxian ZhuanP, lett. "Biografie dei Trascendenti Divini" di Ge Hong (283–343), datato al 318 d.C., riporta una versione diversa della storia, non menzionando la cattura della donna pelosa né la sua forzata conversione al consumo di cereali, aggiungendo che il suo nome era Yu Qiang. Un'altra opera di Ge Hong, il Baopuzi, su cui torneremo in seguito, dedica un intero capitolo alla descrizione di uomini che, abbandonata l'alimentazione cerealicola in favore d'una più crudista/primitiva, avevano assunto un aspetto animalesco.
Due capitoli del sopracitato Lunheng criticano l'astensione dai cereali come errata. Il capitolo "Menzogne taoiste" riporta l'attenzione sul sopracitato fangshi Li Shaojun che «conosceva alcune manovre intelligenti e alcuni trucchi raffinati, che non mancavano di produrre effetti meravigliosi» per esemplificare la confusione tra le tecniche d'immortalità xian e la longevità naturale:
(Lunheng)
Il testo menziona anche Wang Ziquiao, figlio del re Ling di Zhou (r. 571-545 a.C.):
(Lunheng)
Il capitolo "Significato del sacrificio" del Lunheng menziona juegu nel criticare la tradizione di presentare sacrifici di cibo e vino agli Antenati:
(Lunheng)
I 新語T, XinyuP, lett. "Nuovi detti" di Lu Jia, datato al 191 a.C., critica il bigu insieme alle altre pratiche xian del taoismo:
(Xinyu)
Il commento Xiang'er al Daodejing (190-220 d.C. circa) contrappone i mangiatori di qi e i mangiatori di grano:
(Xiang'er)

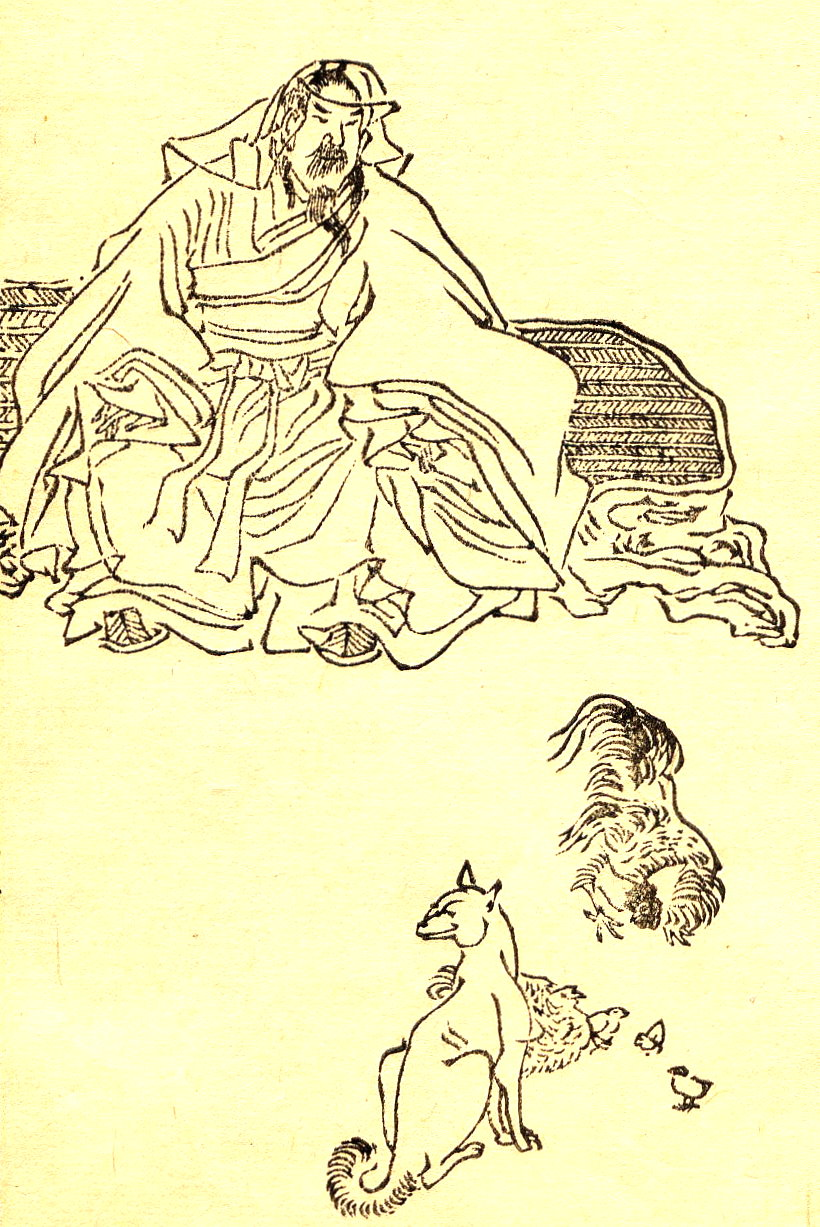
L'alchimista cinese Ge Hong (283–343) - ill. del 1923.

Il testo alchemico 抱樸子T, 抱朴子S, BaopuziP, lett. "[Libro del] Maestro [che] abbraccia la semplicità" del sopracitato Ge Hong, datato al 320 d.C., contiene numerosi riferimenti al bigu. Anzitutto, nel capitolo 6, 微旨T, lett. "Significato di "sottile"", enumera l'astensione dai cereali come una caratteristica dei trascendenti xian, status al cui raggiungimento ambisce o dovrebbe ambire il praticante del taoismo:
(Baopuzi, cap. 6.)
Il capitolo 15, 雜應T, lett. "Miscellanea", ritorna spesso sul tema dell'astensione dai cereali, nello specifico in termini, secondo Campany, «equivalenti a non mangiare affatto cibo» e «semplicemente ingoiare saliva e qi e ingerire preparati medicinali per sopprimere l'appetito e rafforzare il corpo.» Come anticipato, Ge Hong, come già fatto nella sopracitata agiografia Shenxian Zhuan, indica nel bigu uno dei numerosi strumenti (e nemmeno uno tra i più facili) cui si deve ricorrere per raggiungere la "Pienezza della vita". Il capitolo inizia con l'interlocutore che chiede al saggio in merito al duanguP, lett. "Tagliare i cereali" ed al 長生T, changshengP, lett. "Longevità/Vita eterna (terminologia taoista)": «Vorrei chiedere se un uomo può raggiungere la Pienezza della Vita semplicemente facendo a meno degli amidi. Quanti metodi ci sono in tutto per questo, e qual è il migliore?» Ge Hong dà una risposta lunga, riportando sia sue osservazioni personali sia registrazioni testuali. Scopriamo così che i praticanti del bigu ricorrevano a supporti farmacologico-erboristici quali il 黃精T, huangqingP, lett. "Essenza gialla" (Sigillo di Salomone) e il 禹餘糧T, yuyuP, lett. "Grano avanzato di Yu (i.e. Limonite") oltre ad assumere anche altre sostanze legate alle pratiche dell'alchimia cinese interconnesse con il taoismo:
(Baopuzi, cap. 15.)
Avvertendo che abbandonare i cereali è difficile («se consideri scomodo rompere con il mondo, abbandonare la tua famiglia e vivere in alto [montagna], sicuramente non avrai successo») Ge Hong sottolinea la popolarità delle tecniche dietetiche alternative:
(Baopuzi, cap. 15.)
Ge Hong descrive inoltre gli effetti dell'astensione dal grano:
(Baopuzi, cap. 15.)
L'acqua sacra cui si riferisce Ge Hong è un 符T, FuP, lett. "Talismano" disciolto in acqua, noto come Fulu (zh. 符籙T, 符箓S). L'autore cita inoltre un esempio storico dalla cronica del Regno Wu per dimostrare che limitarsi a bere l'acqua sacra non poteva prevenire la morte: quando l'imperatore Jing di Wu (r. 258–264) sentì parlare di Shi Chun, un guaritore taoista «che non mangiava per accelerare la guarigione quando curava un malato», esclamò:
(Baopuzi, cap. 15.)
Ge Hong critica poi i ciarlatani suoi contemporanei che affermavano di aver fatto duanguP, lett. "Tagliare i cereali" limitandosi a rimuovere gli amidi dalla loro dieta senza privarsi di altro, rafforzando l'interpretazione di Campany secondo cui il bigu, per l'alchimista, si declini in un regime alimentare ridotto all'essenziale per non dire all'inedia:
(Baopuzi, cap. 15.)
Circa un secolo dopo Ge Hong, il 太上靈寶五符序T, Taishang Lingbao WufuxuP, lett. "Spiegazioni dei cinque talismani del tesoro numinoso", attribuito al taoista Han Lezichang (IV-V secolo), prosegue nel solco del Baopuzi fornendo istruzioni per praticare il bigu, deglutire la saliva e ingerire le «cinque piante meravigliose» (resina di pino, sesamo, pepe, zenzero e calamo). L'opera include anche il 靈寶五符經T, Lingbao wufu jingP, lett. "Scrittura dei cinque talismani del tesoro numinoso", un testo datato all'anno 280, che dice:
(Taishang Lingbao Wufuxu)

### Considerazioni
Il sinologo Campany utilizza l'internalismo e l'esternalismo per analizzare come i primi testi taoisti giustificassero l'idea che 食氣T, shi qiP, lett. "Mangiare il qi" fosse meglio di shi guP, lett. "Mangiare cereali": es. «Mangiamo X perché X ci fa vivere a lungo» è internalista, basato su proprietà o benefici essenziali, mentre «Mangiamo X e non Y che è ciò che mangiano le altre persone» è esternalista, basato su stereotipi culturali. Dopo un'analisi completa di come i primi testi descrivono l'astensione dai cereali, intesi come il cibo tradizionale, dagli scritti di Zhuāngzǐ del IV secolo a.C. a quelli di Ge Hong nel IV secolo d.C., Campany indica proprio nel sopracitato Lingbao wufu jing il punto di svolta, il momento cioè in cui primo passaggio «in cui i cereali vengono attaccati come fonte di cibo sulla base di quelle che potremmo chiamare ragioni internaliste negative, cioè sulla base del fatto che causano danni reali al corpo in modi specifici e teorizzati.» Prima del III secolo, i classici cinesi non affermavano che i cereali effettivamente danneggiassero il corpo, pur sostenendo che «il qi e altre sostanze più raffinate, quando ingerite e fatte circolare nei modi esotericamente prescritti, danno risultati superiori e (in alcune fonti) un nutrimento che induce longevità»:
(Campany 2005, p. 48.)
Facendo eco a Claude Lévi-Strauss, Campany suggerisce che i cereali, inesorabilmente legati a tutti i loro simbolismi culturali e istituzionali, erano «buoni da opporsi» piuttosto che essere visti come intrinsecamente «cattivi da mangiare». Uno dei motivi principali per consumare piante selvatiche e cibi esotici era il contrasto intrinseco con il consumo quotidiano di cereali.

## Ilbigunella dottrina taoista

Il carattere cinese dào con il suo ordine di scrittura. Il carattere 道 significa "via", ma anche "percorso". A partire dalla Dinastia Zhou orientale (770-256 a.C.) ha iniziato a significare la "via corretta" o la "via naturale". Ma anche "mostrare la via" quindi "insegnare", "metodo da seguire" e infine "dottrina". Nei Lúnyǔ (論語) di Confucio si dice che uno Stato "ha il 道 se è ben governato" o anche che il "re dedica sé stesso al 道". Da notare che il carattere 道 si compone di 首 (qiú "testa" quindi "principale") + una variante del carattere 止 (zhǐ nel significato arcaico di "piede") combinata con 行 (xíng, "percorrere"): quindi "incedere sul percorso principale".

Pietra angolare della dietetica taoista (comprendente comunque altri precetti quali l'astensione dall'alcol o dai sapori forti), il bigu si contestualizza nel rifiuto taoista delle pratiche sociali comuni. Secondo Kohn, si tratterebbe di «un ritorno a un'epoca in cui ancora non esistevano i cereali, a un modo di nutrirsi più primitivo e semplice», basato su vegetali crudi (e minerali tutt'altro che salutari per l'organismo umano - v.si Avvelenamento da elisir alchemico cinese) concettualmente non dissimile dal contemporaneo sogno dietista della paleodieta, un'alimentazione che ripropone ipoteticamente quella degli uomini del paleolitico.
Le pratiche taoiste del bigu mirava anche a fornire ai praticanti un concreto strumento di allontanamento dalla società (cinese) basata sull'agricoltura e in cui i cereali erano necessari per l'alimentazione di base, i sacrifici ancestrali ed il pagamento delle tasse:
(Schipper 1993, p. 170.)
L'astensione dal grano era un prerequisito per la pratica taoista dello 養性T, yangxingP, lett. "Nutrire la natura interiore":
(Schipper 1981, p. 255.)
Tali severe pratiche dietetiche non erano certo prive di disagi:
(Schipper 1981, p. 335.)
Il buddhismo cinese adottò il bigu taoista come preparazione all'auto-immolazione: es. il monaco Huiyi († 463) giurò di bruciare il suo corpo in sacrificio al Buddha ed iniziò i preparativi mediante il queli "astenendosi dai cereali" (mangiando solo sesamo e grano) per due anni, poi consumò solo olio di timo e infine mangiò solo pillole d'incenso, dopodiché, sebbene l'imperatore Xiaowu di Song (r. 453–464) tentasse di dissuaderlo, s'immolò pubblicamente in un calderone pieno d'olio, indossando un berretto imbevuto d'olio che funse da stoppino, mentre cantava il Sutra del Loto.

## Ilbigunella medicina tradizionale cinese
Come conseguenza del processo di demonizzazione dei cereali messo in atto dal taoismo sin dalle origini della Cina Imperiale, l'astensione dai cereali divenne la cura medica principale per eliminare i 三尸S, SanshiP, lett. "Tre cadaveri" o 三蟲T, SanchongP, lett. "Tre vermi", spiriti maligni che si ritiene vivano nel corpo umano e ne accelerano la morte. Livia Kohn li descrive come «creature demoniache soprannaturali che si nutrono di decomposizione e bramano la morte del corpo per divorarlo. Non solo accorciano la durata della vita ma si dilettano anche della decomposizione prodotta dai chicchi» poiché questi vengono digeriti negli intestini. Se si vuole ottenere una lunga vita, i Tre Vermi devono morire di fame e l'unico modo per farlo è evitare i grani/cereali.
La medicina tradizionale cinese collega i mitologici Tre Cadaveri/Vermi con i 九蟲T, JiuchongP, lett. "Nove vermi intestinali" che «corrispondono a parassiti quali nematodi o tenie che indeboliscono il corpo dell'ospite e causano una serie di sintomi fisici.»
I Tre Cadaveri entrano presumibilmente nel corpo umano alla nascita e risiedono nei "Campi di Cinabro" del corpo umano, i Dan tian (zh. 丹田T, lett. "Campi dell'elisir [di lunga vita]"), cioè il cervello, il cuore e l'addome, i punti da cui il qi irradia nel corpo tramite i meridiani. Dopo la morte dell'ospite, diventano fantasmi e sono liberi di vagare rubando offerte sacrificali. Questi perniciosi vermi-cadavere cercano di danneggiare sia il corpo sia il destino del loro ospite: anzitutto, indeboliscono i Dan tian del corpo; tracciano poi i misfatti dell'ospite ed ascendono al Paradiso ogni due mesi nel giorno del ciclo sessagenario cinese, il 庚申T, gengshenP, lett. "57° [giorno] dei 60 giorni" a presentare rapporti al 司命T, SimingP, lett. "Direttore dei Destini" che assegna punizioni per abbreviare la durata della vita dell'ospite. Per i giorni del Genghsen, il testo del IV secolo 黃庭經T, HuangtingjingP, lett. "Scrittura della Corte Gialla" raccomanda di «non dormire né giorno né notte per diventare immortale.»
Oltre ai Tre Cadaveri bimestralmente impegnati a riportare al Direttore del Destino dei misfatti umani, il Baopuzi annota che anche il Dio del Focolare riportava al Siming sull'operato degli uomini:
(Baopuzi, cap. 6.)
L'astinenza dai cereali che presumibilmente fa deperire i Tre Cadaveri è pertanto la base di molti regimi dietetici taoisti che possono anche escludere vino, carne, cipolla e aglio. Il 金簡玉字經T, Jinjian yuzi jingP, lett. "Classico dei caratteri di giada su strisce d'oro" specifica che «Coloro che, nel loro cibo, eliminano i cereali non devono prendere vino, né carne, né piante dai cinque sapori forti; devono bagnarsi, lavare le loro vesti e bruciare incenso.» La pratica del bigu da sola non può eliminare i Tre Cadaveri ma li indebolirà al punto da poter essere uccisi con i farmaci alchemici, in particolare il cinabro.

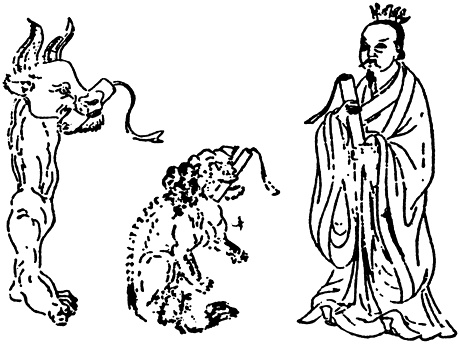
I - ill. in (IX secolo).

I primi testi e tradizioni taoisti ritraggono i Tre Cadaveri sia in «metafore zoomorfe sia burocratiche.» Il testo del IV secolo 紫陽真人內傳T, Ziyang zhenren neizhuanP, lett. "Biografia interiore della vera persona di Yang di Porpora" li descrive mentre vivono nei tre Dan tian del corpo umano:
- 青古T, QīnggǔP, lett. "Vecchio Blu" dimora nel Palazzo Muddy Pellet all'interno del Dantian Superiore, «è lui che rende gli uomini ciechi, o sordi, o calvi, che fa cadere i denti, che tappa il naso e dà l'alito cattivo»;
- 白姑T, Bái gūP, lett. "Fanciulla Bianca" dimora nel Palazzo Cremisi nel Campo di Mezzo, «causa palpitazioni di cuore, asma e malinconia»;
- 血尸T, Xuè shīP, lett. "Cadavere insanguinato" dimora nel Dan tian Inferiore, «È per lui che gli intestini sono dolorosamente contorti, che le ossa si seccano, che la pelle avvizzisce, che le membra hanno reumatismi».

Confrontare la descrizione nel testo del IX secolo 除三尸九蟲保生經T, Chu sanshi jiuchong baosheng jingP, lett. "Scrittura sull'espulsione dei tre cadaveri e dei nove vermi per proteggere la vita":
- il cadavere superiore, 彭琚T, Péng jūP, risiede nella testa - i sintomi del suo attacco includono una sensazione di pesantezza alla testa, visione offuscata, sordità e flusso eccessivo di lacrime e muco.
- il cadavere di mezzo, 彭瓚T, Péng zànP, risiede nel cuore e nello stomaco - attacca il cuore e fa desiderare a chi lo ospita i piaceri sensuali.
- il cadavere inferiore, 彭矯T, Péng jiăoP, risiede nello stomaco e nelle gambe - «causa l'Oceano di Pneuma [...] quando trapela, fa sì che il suo ospite brami le donne».[72]

Le xilografie del testo raffigurano il cadavere superiore come uno studioso, quello centrale come un basso quadrupede e quello inferiore come «un mostro che assomiglia a una gamba umana con una testa bovina cornuta.»
La tradizione popolare giapponese del Kōshin, equivalente del Gengshen, combina i Tre Cadaveri taoisti con le credenze Shintō e Buddiste, comprese le c.d. "Tre Scimmie Sagge". Le persone frequentano 庚申待T, Kōshin-MachiP, lett. "Eventi dell'attesa del 57º giorno" per rimanere sveglio tutta la notte e prevenire i Sanshi lascino il corpo per riferire i misfatti al cielo.

## Ilbigucome alimentazione d'emergenza?

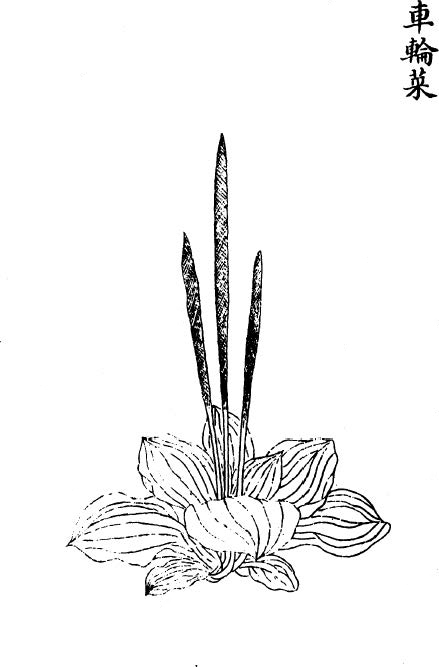
La Cheluncai, una Plantago indicata come cibo d'emergenza nel Jiuhuang bencao - ill. nell'ed. del Jiuhuang bencao contenuta nel Siku Quanshu (1778).

Le piante alimentari da carestia, che normalmente non sono considerate colture, vengono consumate durante periodi di estrema povertà, fame o carestia. Le diete Bigu erano collegate alle aree selvagge di montagna in cui si faceva affidamento su cibi non cerealicoli, compresi prodotti alimentari legati alla carestia e raccolti sottoutilizzati. Despeux ha affermato che «l'astensione dai cereali dovrebbe essere collocata anche nel contesto storico dei disordini sociali e della carestia.»
L'introduzione del classico buddhista cinese 牟子理惑論T, 牟子理惑论S, Móuzǐ lǐhuòlùnP, Mou-tzu Li-huo-lünW, lett. "Il trattato del Maestro Mou sulla risoluzione dei dubbi" descrive appunto una queste situazioni: durante i torbidi conseguenti alla morte dell'imperatore Ling di Han, nel 189, molti profughi lasciarono la Cina del Nord per portarsi a sud, a Cangwu e a Jiaozhou (l'attuale Tonchino):
(Mouzi Lihuolun, cap. 1.)
Queste confutazioni dell'astensione dai cereali si trovano nell'articolo 30 del Mouzi Lihuolun.
Lo stesso Baopuzi, approfondendo il tema del bigu, aveva notato:
(Baopuzi, cap. 15.)
I cinesi furono i primi, nella storia, a pubblicare un libro dedicato ai cibi cui ricorrere nei periodi di carestia: il 救荒本草T, Jiuhuang BencaoP, lett. "Materia Medica per il sollievo della carestia" di Zhu Su (1361–1425), il figlio quintogenito dell'imperatore Hongwu (r. 1368–1398) della dinastia Ming (1368–1644). L'opera, tradotta in inglese da Bernard Read nel 1946, descrive 414 piante commestibili (le loro proprietà e la loro modalità di preparazione/consumo) che garantiscono la sopravvivenza del consumatore durante la carestia e si connota quindi come una summa d'un sapere antico.

## Interpretazione moderna delbigu
L’antica pratica taoista del bigu risuona nelle tendenze odierne come alcune diete a basso contenuto di carboidrati, diete prive di cereali e diete chetogeniche cicliche. Le diete prive di glutine non si applicano in questo caso poiché la maggior parte dei sostenitori del glutine consuma grandi quantità di cereali (avena, mais, riso, ecc.) e zuccheri.
Schipper usa la terminologia medica per spiegare l'astensione dai cereali:
(Schipper 1993, p. 167.)
Alcuni ricercatori contemporanei stanno studiando la validità clinica del digiuno bigu.

### Esplicative
1. ↑  Pregadio 2008, v. 1. p. 8 mette in guardia circa l'attendibilità della ricostruzione storica delle origini e dei primi sviluppi del taoismo, ricordando che gli autori oggi ritenuti fondanti della dottrina non si consideravano tali e l'attribuzione, spesso contraddittoria di questo o di quell'autore a questa o a quella scuola del pensiero filosofico e religioso cinese, appartiene ad una scelta operata da studiosi della dinastia Han, vissuti secoli dopo l'originaria diffusione delle tesi di Zhuāngzǐ, Laozi, ecc.
2. ↑  L'annessione del Sichuan, crocevia economico (agricolo) e commerciale della Cina, fu appunto uno dei tasselli fondamentali nella strategia di conquista dello Stato di Qin, originario del Gansu e dello Shaanxi, per emergere quale potenza dominante tra i c.d. "Stati Combattenti" dell'Antica Cina - v.si (EN) Derk Bodde, The State and Empire of Qin, in Denis Twitchett e Michael Loewe (a cura di), The Cambridge History of China, I: the Ch'in and Han Empires, 221 BC – AD 220, Cambridge, Cambridge University Press, 1987,  pp. 20-103, ISBN 0-521-24327-0.

### Bibliografiche
1. ↑  Es. Liang & Chang 1971 e Lin 1972.
2. ↑  (EN) Herbert A. Giles (a cura di), A Chinese-English Dictionary, 2. ed., Kelly & Walsh, 1912.
3. ↑  (EN) Robert H. Mathews (a cura di), Mathews' Chinese-English Dictionary, Presbyterian Mission Press, 1931.
4. ↑  Liang e Chang 1971.
5. ↑  Lin 1972.
6. ↑  (EN) John DeFrancis (a cura di), ABC Chinese-English Comprehensive Dictionary, University of Hawaii Press, 2003, ISBN 978-0824827663.
7. ↑  (EN) Kleeman, Julie; Yu, Harry, eds. (2010). The Oxford Chinese Dictionary. Oxford University Press. ISBN 9780199207619.
8. ↑  Despeux 2008, p. 233.
9. ↑  Trad. in Major et al. 2010, p. 775.
10. ↑  Yang et al. 2005, pp. 70 e 191–192.
11. ↑  Trad. in Major et al. 2010, pp. 766-767.
12. ↑  Campany 2005, pp. 10-13.
13. ↑  Yang et al. 2005, p. 135.
14. 1 2  Campany 2005, p. 16.
15. ↑  Trad. in Campany 2005, p. 15.
16. ↑  Trad. in Mair 1994, p. 149.
17. ↑  Trad. in Campany 2005, pp. 7-8.
18. ↑  Chang 1977, p. 42.
19. ↑  Levi 1983, p. 13.
20. ↑  (EN) Richard von Glahn, The Country of Streams and Grottoes. Expansion, Settlement and the Civilizing of the Sichuan Frontier in Song Times, Harvard University Press, 1987,  pp. 13-14.
21. ↑  Campany 2005, p. 21.
22. ↑  Es. v.si (EN) Qimin He, Religious Traditions in Local Communities of China, in Pastoral Psychology, vol. 61, n. 5, 2012,  pp. 823-839, DOI:10.1007/s11089-012-0438-z, ISSN 0031-2789 (WC · ACNP). (EN) Randall Nadeau, Divinity, in Randall L. Nadeau (a cura di), The Wiley-Blackwell Companion to Chinese Religions, 2010, ISBN 978-1444361971. Ecc.
23. ↑  Trad. in Mair 1994, pp. 6-7.
24. ↑  Levi 1983, p. 7.
25. ↑  Maspero 1981, p. 417.
26. ↑  (EN) Early Chinese Medical Literature: The Mawangdui Medical Manuscripts, traduzione di Donald J. Harper, Kegan Paul International, 1998,  pp. 305-309, ISBN 9780710305824.
27. ↑  Trad. in Campany 2005, p. 31.
28. ↑  Trad. in Major et al 2010, p. 161.
29. ↑  (ZH) Sima Tan e Sima Qian, 史記T, ShǐjìP, lett. "Memorie storiche/di uno storico", 94 a.C. ed. (EN) Sima Qian, Records of the Grand Historian, traduzione di Burton Watson, vol. 1, 2 v., Columbia University Press, 1993,  p. 113.
30. ↑  Yü 1965, p. 92.
31. ↑  Campany 2005, p. 37.
32. ↑  DeWoskin 1983, p. 378.
33. ↑  Trad. in Despeux 2008, p. 233.
34. ↑  Pregadio 2008.
35. ↑  Yü 1965, p. 115.
36. ↑  Trad. in (EN) Joseph Needham [et al.], Science and Civilisation in China, 5: Chemistry and Chemical Technology. Part 3, Spagyrical Discovery and Inventions: historical survey, from Cinnabar Elixirs to Synthetic Insulin, Cambridge University Press, 1976,  p. 37, ISBN 9780521210287.
37. ↑  Trad. in (EN) Original Tao: Inward Training (Nei-yeh) and the Foundations of Taoist Mysticism, traduzione di Harold D. Roth, Columbia University Press, 2004,  p. 1:01, ISBN 9780231115650.
38. ↑  Campany 2005, p. 18.
39. ↑  Trada. in Campany 2005, p. 38.
40. ↑  Baopuzi, cap. 11.
41. 1 2  Trad. in Forke 1907, p. 344.
42. ↑  Yü 1965, p. 111.
43. ↑  Trad. in Forke 1907, p. 347.
44. ↑  Trad. in Forke 1907, p. 524.
45. ↑  Trad. in Yü 1965, p. 93.
46. ↑  Trad. in Campany 2005, p. 37.
47. ↑  Trad. in Ware 1966, pp. 114-115.
48. 1 2  Campany 2005, p. 39.
49. ↑  Levi 1983, p. 8.
50. ↑  Trad. in Ware 1966, pp. 243-244.
51. 1 2  Trad. in Ware 1966, p. 244.
52. ↑  Trad. in Ware 1966, pp. 246-247.
53. ↑  Trad. in Ware 1966, pp. 248-249.
54. ↑  Trad. in Ware 1966, p. 248.
55. ↑  Trad. in Kohn 1993, pp. 149-150.
56. ↑  Campany 2005, p. 2.
57. 1 2  Campany 2005, p. 43.
58. ↑  Campany 2005, p. 50.
59. ↑  Levi 1983, pp. 9-10.
60. ↑  Kohn 1993, p. 149.
61. ↑  Levi 1983, p. 15.
62. ↑  (EN) James A. Benn, Burning for the Buddha: self-immolation in Chinese Buddhism, University of Hawaii Press, 2007,  pp. 36-37, ISBN 9780824829926.
63. ↑  Levi 1983, p. 11.
64. ↑  Kohn 1993, p. 148.
65. ↑  Cook 2008, p. 844.
66. ↑  Levi 1983, p. 12.
67. ↑  Trad. in Schipper 1993, p. 372.
68. ↑  Trad. in Ware 1966, pp. 115-116.
69. ↑  Trad. in Maspero 1981, p. 334.
70. ↑  Schipper 1993, p. 167.
71. ↑  Trad. in Maspero 1981, p. 332.
72. ↑  Trad. in Cook 2008, p. 846.
73. ↑  Trad. in Maspero 1981, p. 333.
74. ↑  Despeux 2008, p. 234.
75. ↑  Trad. in Keenan 1994, p. 52.
76. ↑  Keenan 1994, pp. 151-153.
77. ↑  Read 1946.
78. ↑  Es. (EN) Xin Yan [et al.], Studies on the Fundamental Theory of Bigu (Food Abstinence)—Preliminary Experimental Observations of Cellular Bigu (PDF), in Bulletin of Science, Technology & Society, vol. 22, n. 5, 2002,  pp. 392-396, DOI:10.1177/027046702236892.

### Fonti
- (ZH) Wang Chong, 論衡T, 论衡S, Lun HengP, lett. "Discorsi equilibrati", 80 d.C. ed. (EN) Lun-hêng, Part 1, Philosophical Essays of Wang Ch'ung, traduzione di Alfred Forke, Harrassowitz, 1907.
- (ZH) Ge Hong, 抱樸子T, 抱朴子S, BaopuziP, [Libro del] Maestro [che] abbraccia la semplicitàW, c. 320.
- (ZH) Liu An, 淮南子S, HuainanziP, lett. "[Scritti dei] Maestri di Huainan", pre-139 a.C.. ed. (EN) The Huainanzi: A Guide to the Theory and Practice of Government in Early Han China, traduzione di John S. Major [et al.], Columbia University Press, 2010, ISBN 9780231142045.

### Studi
- (EN) Robert Ford Campany, Making Transcendents: Ascetics and Social Memory in Early Medieval China, University of Hawaii Press, 2009.
- (EN) Robert Ford Campany, The Meanings of Cuisines of Transcendence in Late Classical and Early Medieval China, in T'oung Pao, vol. 91, n. 1, 2005,  pp. 1-57, DOI:10.1163/1568532054905124.
- (EN) Robert Ford Campany, Ingesting the Marvelous: The Practitioner's Relationship to Nature According to Ge Hong, in N.J. Girardot [et al.] (a cura di), Daoism and Ecology, Harvard University Press, =2001,  pp. 125-147.
- (EN) Robert Ford Campany, To Live As Long As Heaven and Earth: Ge Hong's Traditions of Divine Transcendents, University of California Press, =2002.
- (EN) Kwang-Chih Chang, Ancient China, in Kwang-Chih Chang (a cura di), Food and Chinese Culture: Anthological and Historical Perspectives, Yale University Press, 1977,  pp. 25–52, ISBN 978-0300019384.
- (EN) Theodore A. Cook, Sanshi and jiuchong 三尸・九蟲S, three corps and nine worms, in Pregadio 2008, v. 2, pp. 844–846, 2008.
- (EN) Catherine Despeux, Bigu 辟榖S abstention from cereals, in Pregadio 2008, v. 1, pp., 2008.
- (EN) Doctors, Diviners, and Magicians of Ancient China: Biographies of Frang-shih, traduzione di Kenneth J. DeWoskin, Columbia University Press, 1983.
- (EN) John P. Keenan, How master Mou removes our doubts: a reader-response study and translation of the Mou-tzu Li-huo lun, SUNY Press, 1994, ISBN 9780791422045.
- (EN) Livia Kohn, The Taoist Experience: An Anthology, SUNY Press, 1993, ISBN 9780791415795.
- (FR) Jean Levi, L'abstinence des céréales chez les taoïstes, in Études Chinoises, I, 1983,  pp. 3-47.
- (EN) Shih-chiu Liang e Fang-chieh Chang (a cura di), Far East Chinese-English Dictionary, Far East Book Co., 1971, ISBN 9789576122309.
- (EN) Yutang Lin (a cura di), Lin Yutang's Chinese-English Dictionary of Modern Usage, Chinese University of Hong Kong, 1972.
- (EN) Chuang Tzu, Wandering on the Way: Early Taoist Tales and Parables of Chuang Tzu, traduzione di Victor H. Mair, Bantam Books, 1994, ISBN 9780824820381.
- (EN) Henri Maspero, Taoism and Chinese Religion, traduzione di Frank A. Kierman Jr., University of Massachusetts Press, 1981, ISBN 9780870233081.
- (EN) Fabrizio Pregadio (a cura di), The Routledge Encyclopedia of Taoism, 2 v., Routledge, 2008.
- (EN) Bernard E. Read, Famine foods listed in the Chiu huang pen ts'ao (救荒本草): giving their identity, nutritional values and notes on their preparation, Henry Lester Institute of Medical Research, 1946.
- (EN) Kristofer Schipper, The Taoist Body, in History of Religions, vol. 17, n. 3/4, 1978,  pp. 355-386, DOI:10.1086/462798.
- (EN) Kristofer Schipper, The Taoist Body, traduzione di Karen C. Duval, University of California Press, 1993, ISBN 9780520082243.
- (EN) Alchemy, Medicine and Religion in the China of A.D. 320: The Nei Pien of Ko Hung, traduzione di James R. Ware, MIT Press, 1966, ISBN 9780262230223.
- (EN) Lihui Yang [et al.], Handbook of Chinese Mythology, Oxford University Press, 2005, ISBN 9780195332636.
- (EN) Ying-shih Yü, Life and Immortality in The Mind of Han China, in Harvard Journal of Asiatic Studies, vol. 25, 1965,  pp. 80-122, DOI:10.2307/2718339, JSTOR 2718339.